# Thomas More
Thomas More (Londres, 7 de febrer de 1478 - 6 de juliol de 1535) fou un jurista, escriptor i home d'Estat anglès. Mort per la seva oposició a la separació de l'Església Anglicana, és considerat màrtir i venerat com a sant per l'Església catòlica i per l'anglicanisme. Thomas More va ser un pensador, teòleg, polític, humanista i escriptor anglès, que va ser a més, poeta, traductor, canceller d'Enric VIII, professor de lleis, jutge de negocis civils i advocat. La seva obra més famosa és Utopia on busca relatar l'organització d'una societat ideal.

## Joventut
Va néixer a Londres el 7 de febrer de 1478, fill de John More, majordom del Lincoln's Inn, jurista i posteriorment nomenat cavaller i jutge de la cúria reial. El 1486, després de cinc anys d'ensenyament primari al Saint Anthony School, considerada la millor escola de gramàtica de Londres, a més de l'única gratuïta, va ser conduït segons el costum entre les bones famílies al Palau de Lambeth, on va servir com a patge del cardenal John Morton,:xvi arquebisbe de Canterbury i lord canceller d'Anglaterra.
Amb catorze anys, Thomas More ingressa el 1492 al Canterbury College de la Universitat d'Oxford, on passa dos anys estudiant la doctrina escolàstica que s'hi impartia i perfeccionant la seva retòrica. No obstant això, More va marxar d'Oxford dos anys després sense graduar-se i el 1494 es va dedicar a estudiar lleis al New Inn de Londres i posteriorment en el Lincoln's Inn, institució en la qual havia treballat el seu pare. Possiblement durant aquesta època va aprendre el francès necessari tant per a les corts de justícia angleses com per al treball diplomàtic, unint-se aquest idioma a l'anglès i llatí ja apresos durant els seus estudis primaris. Al voltant de 1497, comença a escriure poesies, amb una ironia que li va valer certa fama i reconeixement. En aquesta època té els seus primers partits amb els precursors del Renaixement, coneixent a Erasme de Rotterdam, amb qui entaularia amistat, i a John Skelton.
Cap a 1501 va ingressar en el Tercer Orde de Sant Francesc, vivint com a laic en un convent cartoixà fins al 1504. Allà es dedicaria a l'estudi religiós i al voltant de 1501 traduiria epigrames grecs al llatí i comentaria De civitate Dei, de Sant Agustí. A través dels humanistes anglesos té contacte amb Itàlia. Després de realitzar una traducció (publicada el 1510) d'una biografia de Giovanni Pico della Mirandola escrita pel seu nebot Gianfrancesco, va quedar enamorat del sentiment de l'obra que va adoptar per a si, i que marcaria definitivament el curs de la seva vida.

## Autor i acadèmic
En abandonar el monestir cartoixà, el 1505, es casa amb Jane Colt i aquell mateix any neix la seva filla Margaret, que seria la seva deixebla. Exerceix com advocat amb èxit, en part gràcies a la seva preocupació per la justícia i l'equitat, més tard seria jutge de plets civils i professor de Dret. El 1506 neix la seva segona filla, Elizabeth. Aquell any tradueix al llatí Luciano en companyia d'Erasme. Un any més tard neix Cecily, la seva tercera filla. Thomas More és pensionat i majordom al Lincoln's Inn, on realitza conferències entre 1511 i 1516. El 1509 neix el seu fill John. More participa en gestions entre grans companyies de Londres i Anvers. Aquell mateix any escriu poemes per a la coronació d'Enric VIII. El 1510 és nomenat membre del parlament i vice-sheriff de Londres. Un any més tard mor la seva esposa Jane i es casa amb Alice Middleton, vídua set anys més gran que More i amb una filla, Alice.
L'any 1513 escriu History of King Richard III, llibre que inspirarà a William Shakespeare. El 1515 és enviat a una ambaixada comercial a Flandes. Aquell any escriu el Llibre segon d'Utopia. Un any més tard escriu el llibre primer d'Utopia i l'obra completa és publicada a Lovaina. El 1517 és enviat a Calais per resoldre problemes mercantils. És nomenat master of requests i membre del Consell Reial. El 1520 ajuda a Enric VIII d'Anglaterra a escriure Asertio septem sacramentorum. More és fet cavaller i vice-tresorer. Aquell mateix any la seva filla Margaret es casa amb William Roper, que seria el primer biògraf de Thomas More.
El 1524 és nomenat Administrador de la Universitat d'Oxford, el 1525 Administrador de la Universitat de Cambridge i Canceller de Lancaster. Trasllada la seva residència a Chelsea i escriu Carta a Iohannis Bugenhagen defensant la supremacia papal. El 1528 el bisbe de Londres li permet llegir llibres herètics per refutar-los.

## Carrera política
Membre del Parlament des de 1504, va ser elegit jutge i subprefecte a la ciutat de Londres. El 1509, amb l'arribada al tron d'Enric VIII, protector de l'humanisme i de les ciències, More va entrar al seu servei i es va convertir en membre del seu Consell Privat. Enric VIII es va aprofitar de la seva eficaç diplomàcia i tacte, i li confià algunes missions diplomàtiques en països europeus. També li encarregà la tasca de tresorer, i finalment el 1529 de Lord Canceller. Va ser el primer canceller laic després de diversos segles.
El 1521 va ser condecorat amb el títol de knight (cavaller). El 1524 va ser nomenat High Steward (censor i patró) de la Universitat d'Oxford, de la qual havia estat alumne. El 1525 va ser nomenat també High Steward de la Universitat de Cambridge.

## Condemna i mort
El Rei Enric VIII es va enemistar amb Thomas More quan va voler divorciar-se de la seva esposa Caterina d'Aragó i Tomàs, com a Canceller, no ho va aprovar. Enric VIII havia demanat al Papa la concessió del divorci i la negativa d'aquest va suposar la ruptura d'Anglaterra amb l'Església Catòlica Romana. El rei va insistir a obtenir el seu divorci eclesiàstic, com a mitjà per fer callar les xafarderies dels seus flirtejos d'alcova, sobre els quals hi havia murmuracions per la Cort, i per les que el rei se sentia molest. El divorci hagués esborrat la infidelitat, i tot hagués quedat en un assumpte intranscendent.
Les successives negatives de Thomas More a acceptar alguns dels desitjos del rei, van acabar per provocar la rancúnia d'Enric VIII. Després de la ruptura amb Roma, el 1530 no signa la carta de nobles i prelats que demana al Papa l'anul·lació del matrimoni reial. El 1532 renuncia al seu càrrec de canceller. El 1534 es nega a signar l'Acta de Supremacia que representa repudi a la supremacia papal i el reconeixement d'Enric VIII com a cap suprem de l'Església d'Anglaterra. L'Acta estableix condemna als que no l'acceptin i el 17 d'abril del mateix any és empresonat a la Torre de Londres.
Finalment el rei, enutjat, va fer jutjar More qui, en judici sumari, fou acusat d'alta traïció i condemnat a mort (ja havia estat condemnat a cadena perpètua anteriorment). Altres dirigents europeus com el Papa o l'emperador Carles V, que veia en ell el millor pensador del moment, van pressionar perquè se li perdonés la vida i li fos commutada la pena per cadena perpètua o exili, però no va servir de res i va ser decapitat una setmana després, el 6 de juliol del 1535.
Va mantenir fins al final el seu sentit de l'humor, confiant plenament en el Déu misericordiós que el rebria en creuar el llindar de la mort. En agenollar-se al cadafal va dir: «Fixeu-vos que la barba ha crescut a la presó, és a dir, ella no ha estat desobedient al rei, per tant no cal tallar-la. Permeti'm que l'aparti». Finalment, ja conclosa la seva ironia, es va dirigir als presents: «I die being the King's good servant-but God's first» (Moro sent un bon servent del Rei, però primer és Déu).

## Enterrament
El cos fou sebollit per la seva filla, Margaret Roper, i Margaret Clements a la capella de Saint Peter ad Vincula de la Torre de Londres, amb el permís del lloctinent de la presó. Per evitar el culte a More, la despulla fou llençada a una fossa comuna. El cap fou clavat durant un mes, en una pica, a l'entrada del Pont de Londres. Per evitar que fos llençat al riu, Margaret Roper va subornar el sentinella i se l'endugué a casa seva. Cromwell va fer citar-la davant el Consell Reial acusant-la de guardar el cap com a relíquia, però fou deixada en llibertat i amb permís per enterrar el cap.
En morir Margaret Roper, en 1544, no se sap del cert que passà amb el cap. Un testimoni del funeral, Margaret Hillary, diu que Margaret fou sebollida amb el cap de son pare a les mans. Sembla que, fos així o fos portada més tard, el cap fou enterrat a un nínxol de la cripta de la família Roper a l'església de St. Dunstan de Canterbury. El 1932 es va indicar el lloc amb una làpida a la capella de Saint Nicholas, on hi ha aquesta cripta.
Margaret, a més, va recollir les obres de son pare i, amb la col·laboració de John Harris, que havia estat secretari de More, va preparar-ne l'edició, que es publicaria en 1557.

## Canonització
Thomas More va ser beatificat juntament amb altres cinquanta-tres màrtirs britànics per raó de la persecució anglicana, entre ells John Fisher, pel papa Lleó XIII el 1886, i finalment proclamat sant per l'Església Catòlica el 19 de maig de 1935 (juntament amb John Fisher), pel Papa Pius XI. Joan Pau II, el 31 d'octubre de l'any 2000, el va proclamar patró dels polítics i els governants, responent així a la demanda que, el 1985, li va presentar el President de la República Italiana, Francesco Cossiga, i que va recollir centenars de firmes de caps de govern i d'estat, parlamentaris i polítics.

## Obra

### Utopia
La seva obra mestra va ser Utopia (1516), en què aborda problemes socials de la humanitat, i amb la qual es va guanyar el reconeixement de tots els erudits d'Europa. Un dels seus inspiradors va ser el seu íntim amic Erasme de Rotterdam. La va redactar durant una de les missions assignades pel rei a Anvers.
More hi fa una crítica de la societat anglesa de la seva època tot denunciant la pobresa de bona part de la població, censurant la concentració del poder i l'expansionisme estatal, causant de guerres. A canvi proposa un model d'organització social inspirat en les societats aborígens acabades de descobrir i en alguns aspectes de La República de Plató: Utopia és una illa imaginària on hi viu una societat justa, fraternal, igualitària i tolerant; el treball hi és obligatori per a tothom, l'educació és universal, no hi ha propietat privada ni diners i els càrrecs són per elecció.

### Altres
La resta de les seves obres van des de retrats de personatges públics, com el cas de Life of Pico della Mirandola (Vida de Pico della Mirandola) o Històrica richardi Tertii (La Història de Ricard III), així com poemes i epigrames de la seva joventut (Epigrammata). Menció important dins de la seva obra mereixen els diàlegs-tractats que va realitzar en defensa de la fe tradicional atacant durament als reformistes tant laics com religiosos. Entre aquest tipus d'obres es troben per exemple Responsio ad Lutherum (Resposta a Luter), A Dialogue Concerning Heresies (Diàleg sobre heretgies), The Confutation of Tyndale's Answer (Refutació de la Resposta de Tyndale) o The Answer to a Poison Book (Resposta a un Llibre Emmetzinat).
A més d'escrits en defensa de l'Església de Roma, també va escriure sobre els aspectes més espirituals de la religió: Treatise on the Passion (Tractat sobre la Passió), Treatise on the Blessed Body (Tractat sobre el Cos Sant), Instructions and Prayers o De Tristia Christi (L'Agonia de Crist) redactada aquesta última de la seva pròpia mà a la Torre de Londres en el temps que va estar confinat abans de la seva decapitació. Aquest últim manuscrit, salvat de la confiscació decretada per Enric VIII, va passar per voluntat de la seva filla Margaret a mans espanyoles, a través de Fra Pere de Soto, confessor de l'emperador Carles V, i va anar a parar a València, pàtria de Lluís Vives, amic íntim de More. Actualment es conserva dins de la col·lecció que pertany al museu del Reial Col·legi del Corpus Christi de València.

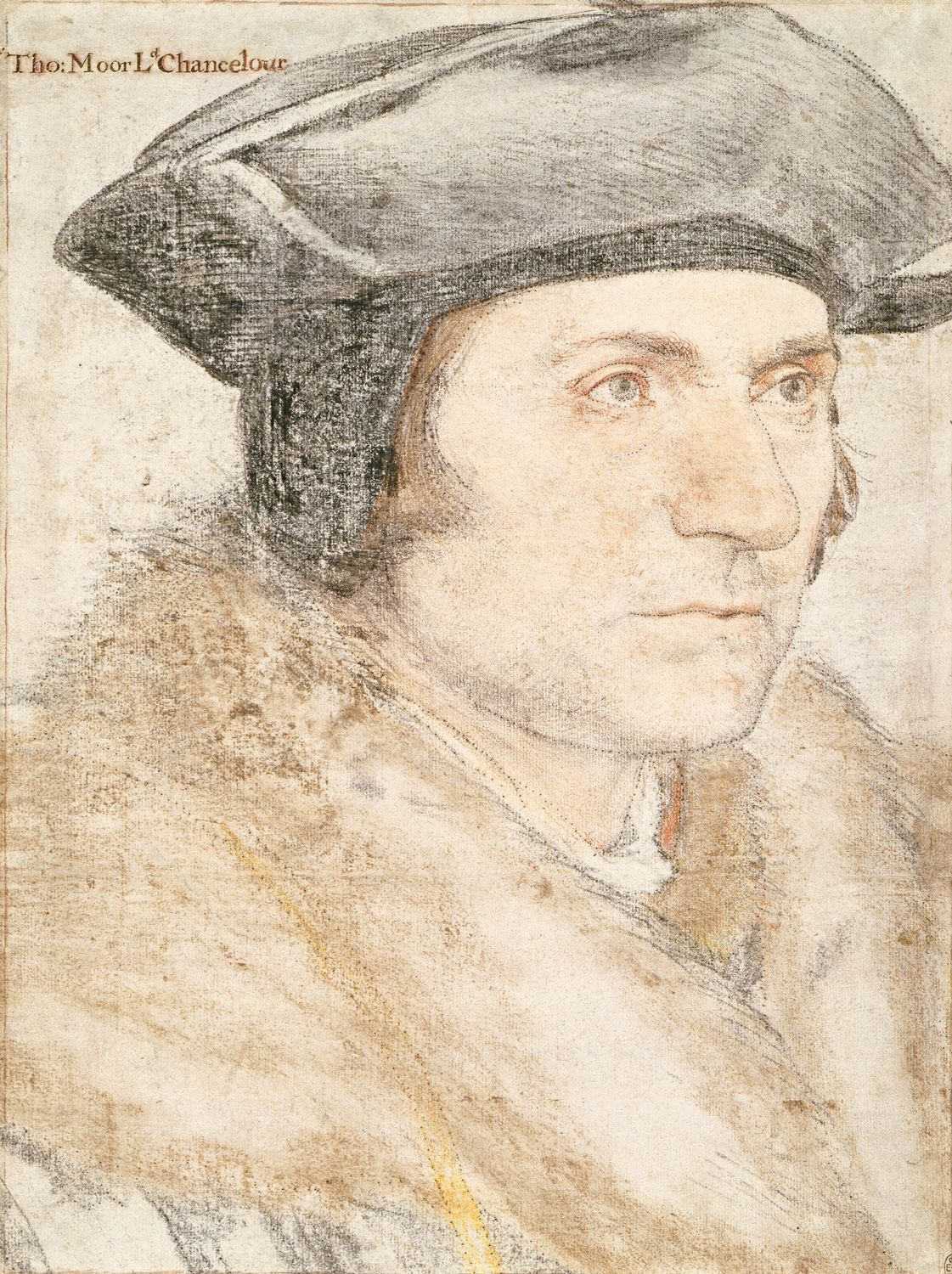
Retrat dibuixat per Hans Holbein el Jove (Windsor, Royal Collection)
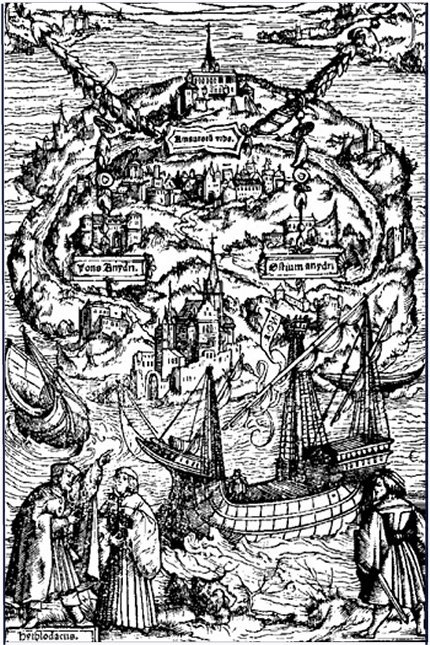
Gravat de l'edició d'Utopia de 1518, per Ambrosius Holbein
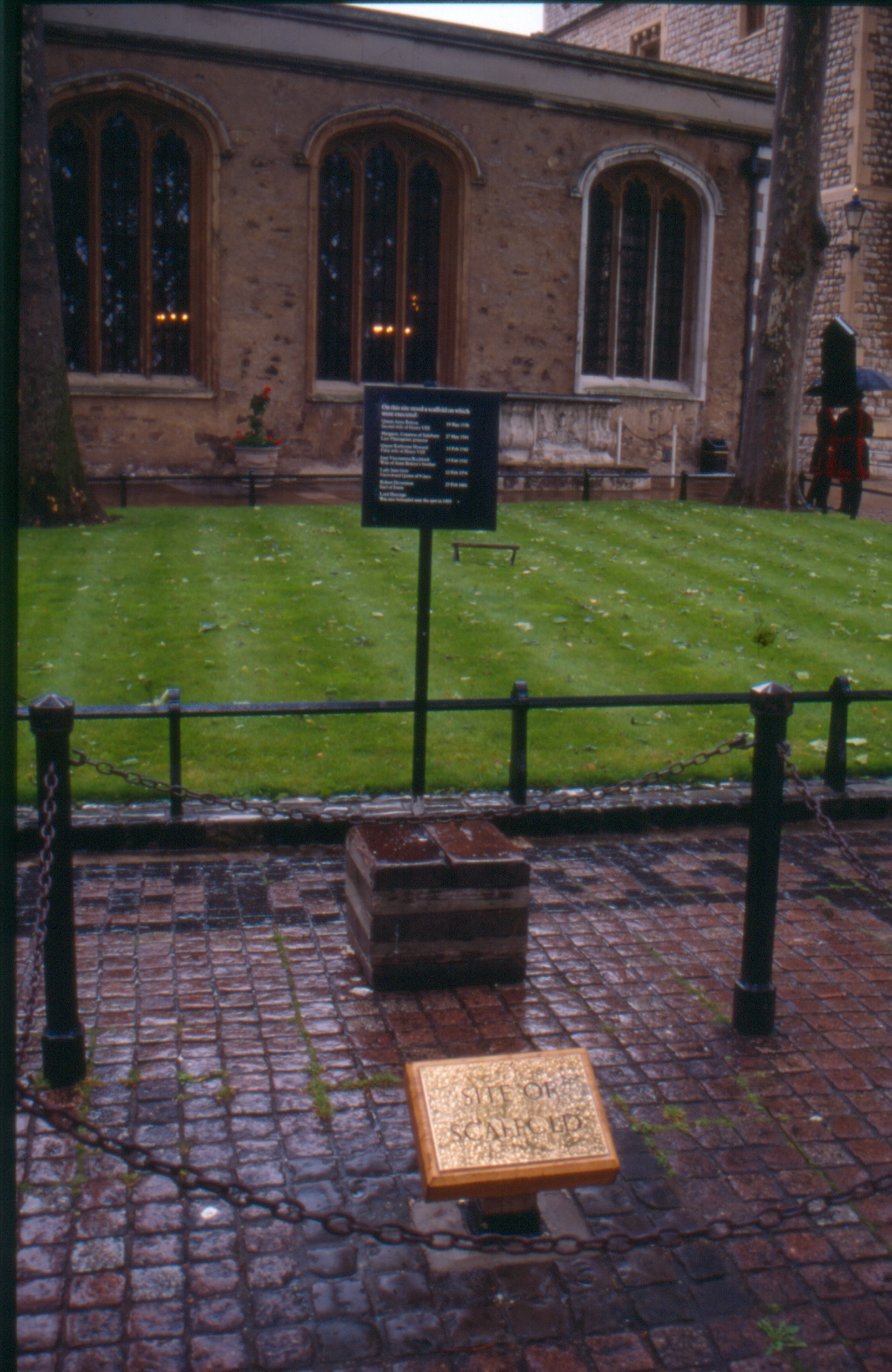
Torre de Londres: lloc del patíbul i, al fons, capella de Sant Pere ad Vincula, on va ser enterrat el cos de Thomas More
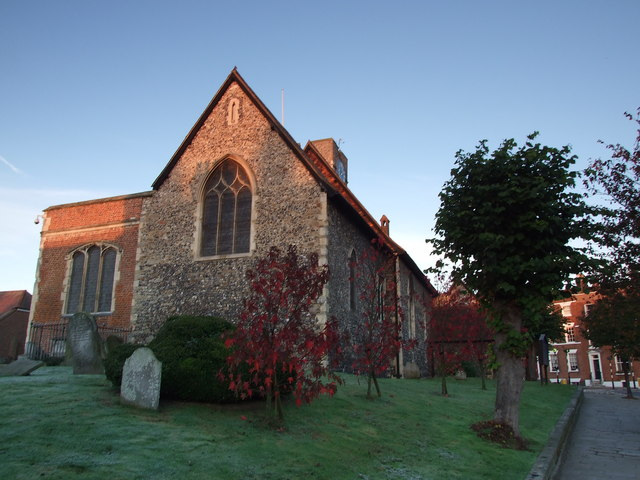
Església de Sant Dunstan de Canterbury, on hi ha la cripta amb el cap de More